# Girandole

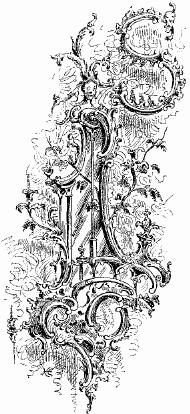
Girandole

Een girandole (van het Italiaans: girandola) is een rijkelijk met ornamenten versierde kaarsenstandaard.
Het gebruik van girandoles voor verlichtingsdoeleinden stamt uit de 2e helft van de 17e eeuw en de girandole werd -zeker in de 18e eeuw- als een luxe-artikel beschouwd. Vooral in Frankrijk werden prachtige exemplaren vervaardigd. In de 19e eeuw werden ook wel gietijzeren exemplaren vervaardigd.
Voor tafelgebruik werden girandoles uit zilver vervaardigd, soms ook uit brons of hardhout. In de 19e eeuw werden girandoles ook verwerkt in de omlijsting van grote spiegels. De naam girandole ging ook wel op deze spiegels over.